# فرانکو پشه
فرانکو پشه ((به ایتالیایی: Franco Pesce)؛ ۱۱ اوت ۱۸۹۰ – ۶ دسامبر ۱۹۷۵) یک بازیگر و فیلم‌بردار اهل ایتالیا بود.
از فیلم‌هایی که وی در آن‌ها نقش داشته است، می‌توان به در عشق، هر لذتی با رنج همراه است، ترانه بهار، نغمه‌های جاویدان، پیروزی ده گلادیاتور و لو مان، میانبری به جهنم اشاره نمود.